# Omro
Omro ist eine Stadt (mit dem Status „City“) im Winnebago County im US-amerikanischen Bundesstaat Wisconsin. Im Jahr 2010 hatte Omro 3517 Einwohner.
Omro ist Bestandteil der Fox Cities genannten Metropolregion.

## Geografie

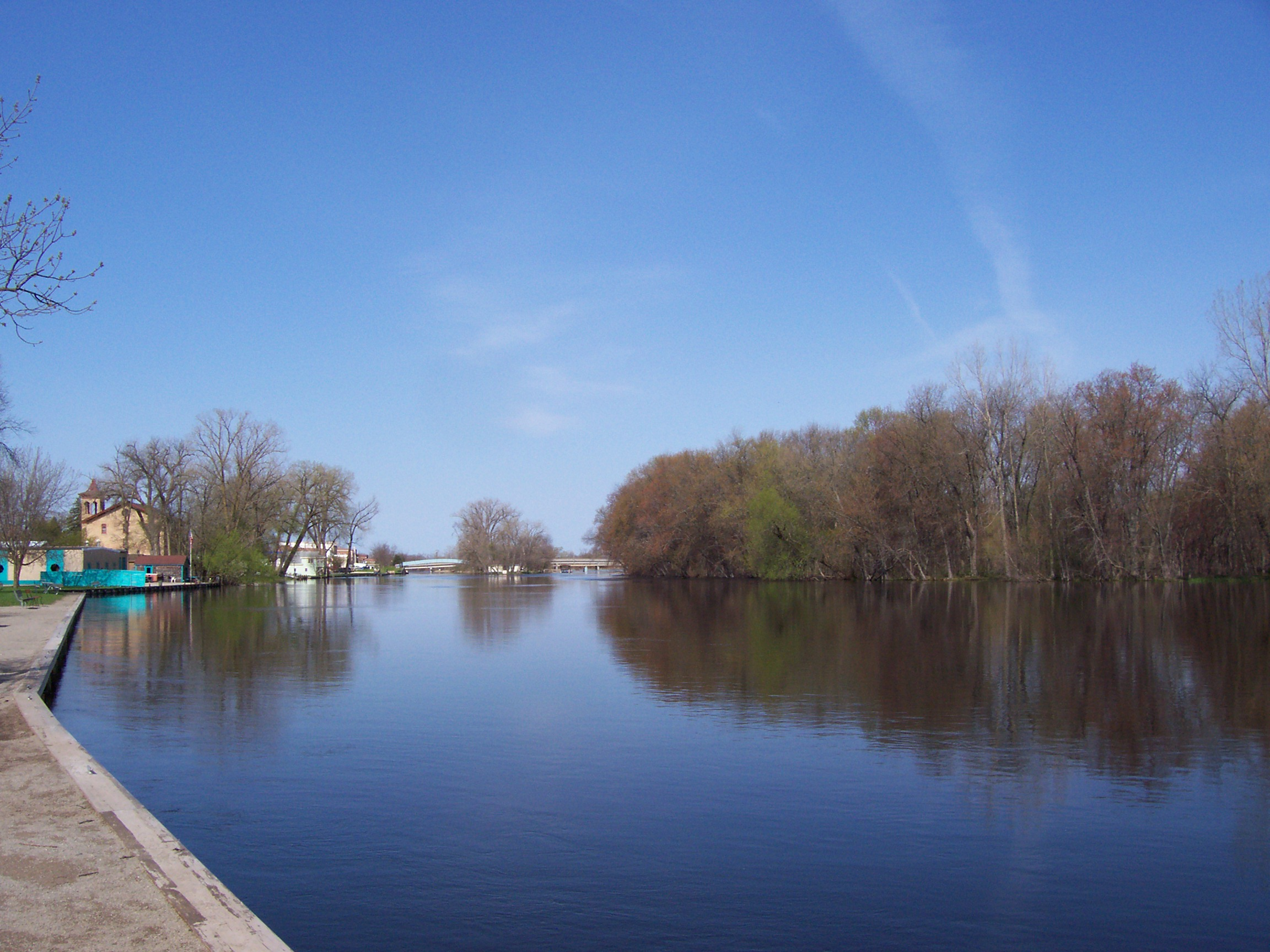
Der Fox River in Omro

Omro liegt im Osten Wisconsins beiderseits des Fox River, der rund 95 km nordöstlich in den Michigansee mündet. Die geografischen Koordinaten von Omro sind 44°02′22″ nördlicher Breite und 88°44′40″ westlicher Länge. Das Stadtgebiet erstreckt sich über eine Fläche von 6,53 km². 
Nachbarorte von Omro sind Winneconne (10,4 km nördlich), Leonards Point (11,5 km östlich), Oshkosh (17,8 km in der gleichen Richtung), Waukau (7 km südsüdwestlich) und Eureka (10,5 km westsüdwestlich).

Die nächstgelegenen Großstädte sind Green Bay an der Mündung des Fox River in den Michigansee (94,1 km nordöstlich), Milwaukee (150 km südsüdöstlich) und Wisconsins Hauptstadt Madison (141 km südsüdwestlich).

## Verkehr

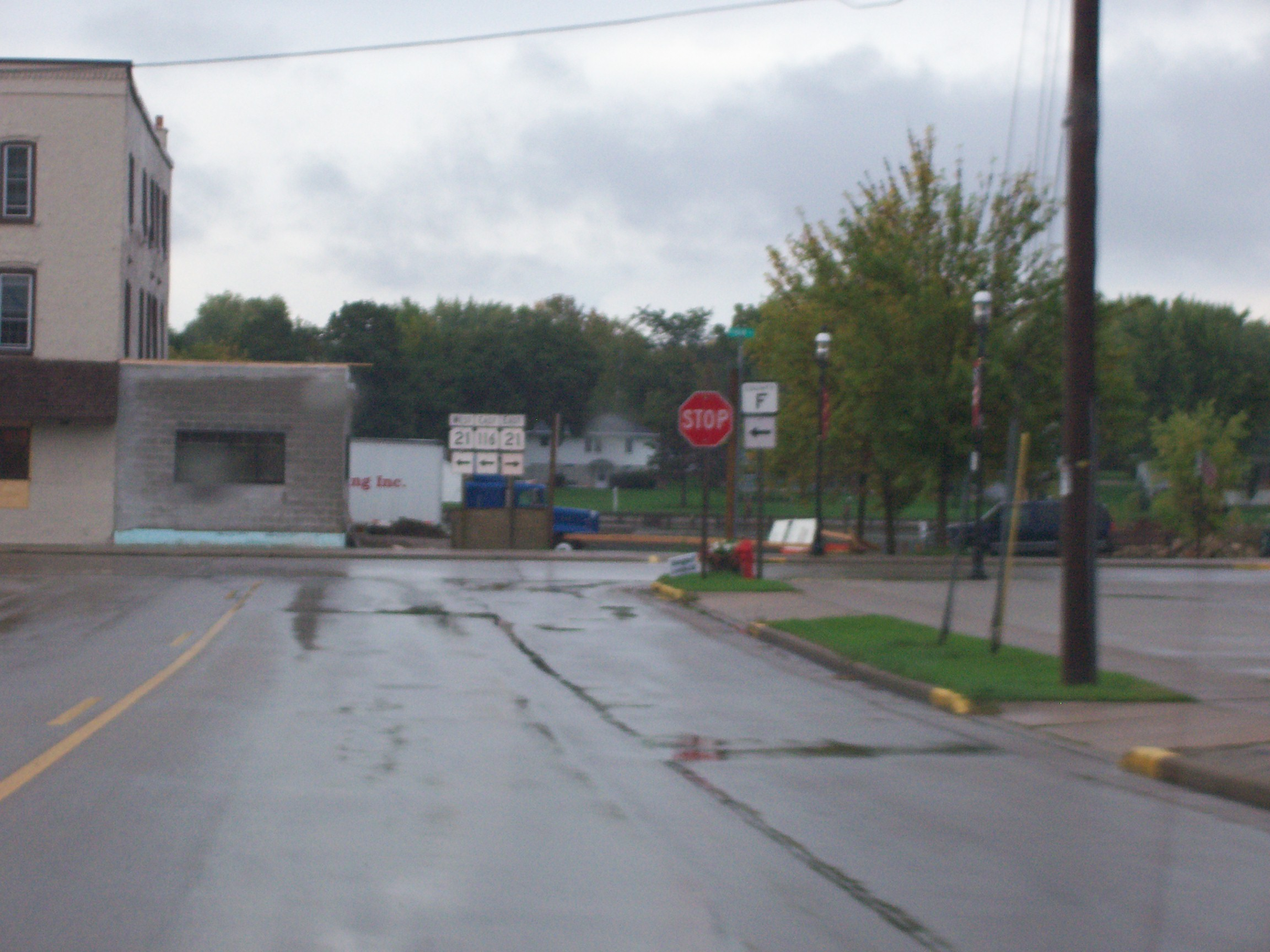
Kreuzung von WIS 21 und WIS 116 in Omro

In Omro treffen die Wisconsin State Highways 21 und 116 zusammen und queren über eine Brücke gemeinsam den Fox River. Alle weiteren Straßen sind untergeordnete Landstraßen, teils unbefestigte Fahrwege sowie innerörtliche Verbindungsstraßen.

Mit dem Outagamie County Regional Airport befindet sich 45 km nordöstlich der nächste Flughafen. Die nächsten Großflughäfen sind der Milwaukee Mitchell International Airport in Milwaukee (163 km südsüdöstlich), der O’Hare International Airport in Chicago (276 km in der gleichen Richtung) und der Minneapolis-Saint Paul International Airport (421 km westnordwestlich).

## Bevölkerung
Nach der Volkszählung im Jahr 2010 lebten in Omro 3517 Menschen in 1419 Haushalten. Die Bevölkerungsdichte betrug 538,6 Einwohner pro Quadratkilometer. In den 1419 Haushalten lebten statistisch je 2,43 Personen. 
Ethnisch betrachtet setzte sich die Bevölkerung zusammen aus 96,6 Prozent Weißen, 0,7 Prozent Afroamerikanern, 0,5 Prozent amerikanischen Ureinwohnern, 0,2 Prozent Asiaten sowie 1,5 Prozent aus anderen ethnischen Gruppen; 0,6 Prozent stammten von zwei oder mehr Ethnien ab. Unabhängig von der ethnischen Zugehörigkeit waren 3,3 Prozent der Bevölkerung spanischer oder lateinamerikanischer Abstammung. 
25,1 Prozent der Bevölkerung waren unter 18 Jahre alt, 60,3 Prozent waren zwischen 18 und 64 und 14,6 Prozent waren 65 Jahre oder älter. 50,5 Prozent der Bevölkerung war weiblich.
Das mittlere jährliche Einkommen eines Haushalts lag bei 45.645 USD. Das Pro-Kopf-Einkommen betrug 24.163 USD. 12,1 Prozent der Einwohner lebten unterhalb der Armutsgrenze.